# Tibetsagen
Tibetsagen omhandler den danske ordensmagts håndtering af demonstrationer mod Kinas politik i Tibet under det kinesiske statsbesøg i Danmark i 2012 samt to efterfølgende besøg på højt niveau i 2013 og 2014.
Under den kinesiske præsident Hu Jintaos besøg i København den 15. juni 2012 gav demonstranter i pressen udtryk for at politiets gruppevogne havde skærmet dem af, så de næsten ikke var synlige for præsidenten og hans følge. En talsmand for en gruppe af de demonstrerende udtalte, at politiet havde sagt at "de havde ordre fra højeste sted til at parkere, som de gjorde". Ifølge informationer som radiostationen Radio24syv senere fik indsigt i hyrede Købehavns Politi forud for præsidentens rundtur i København også et rengøringsselskab til at fjerne "graffiti" og kridttegninger, som udtrykte modstand mod kinesisk undertrykkelse af det tibetanske folk. Under den kinesiske toppolitiker Yu Zhengshengs officielle besøg i Danmark fra den 4. til den 7. juni 2013 skred politiet ind overfor flere fredelige aktivister der bl.a. havde båret t-shirts med påtryk af det tibetanske flag. Søren Espersen og Pernille Skipper afkrævede i forbindelse med et samråd i Folketinget daværende justitsminister Morten Bødskov svar på, hvad der var årsag til politiets indgreb overfor aktivisterne.
Den 18. februar 2014 blev politiet i Københavns Byret dømt for én ulovlig tilbageholdelse i forbindelse med Hu Jintaos besøg i 2012, og frifundet i forhold vedrørende fem øvrige aktivister under samme besøg. Den 22. september 2015 blev byrettens afgørelse stadfæstet af Østre Landsret.

## Tibetkommissionen
Den 1. oktober 2015 besluttede Den Uafhængige Politiklagemyndighed at indlede en efterforskning af sagen på baggrund af en anmeldelse fra politidirektøren i Københavns Politi. Den 2. oktober 2015 nedsatte justitsminister Søren Pind en undersøgelseskommission, som fik til opgave at granske hele Tibetsagen. Den 18. december 2017 afgav Tibetkommissionen sin beretning til Justitsministeriet. Den konkluderede, at der i Københavns Politi klart blev givet ulovlige ordrer, og at Folketinget modtog urigtige oplysninger i forbindelse med to officielle kinesiske besøg i 2012 og 2013.
Kommissionens medlemmer er landsdommer Tuk Bagger (formand) samt advokat Ole Spiermann og professor, dr. jur. Michael Hansen Jensen. Udspørger for kommissionen er advokat Jakob Lund Poulsen.

### Konklusion og ansvar
| Citat | Kommissionen har ved sin undersøgelse fundet, at der ikke er grundlag for at antage, at ministre eller ansatte på noget niveau i Udenrigsministeriet, Justitsministeriet, Statsministeriet eller Hofmarskallatet og ej heller den øverste ledelse i Københavns Politi, PET og Rigspolitiet havde kendskab til generelle eller konkrete ordrer i Københavns Politi eller i øvrigt over for Københavns Politi har fremsat opfordringer, henstillinger, instruktioner eller lignende til at gribe ind på en måde, som var ulovlig. Kommissionen har heller ikke fundet grundlag for at kritisere, at der ikke fra denne personkreds blev grebet ind over for de ulovlige ordrer, eller for at antage, at de har været vidende om, at der blev givet urigtige, vildledende eller ufyldestgørende oplysninger til Folketingets Retsudvalg. Kommissionen har endvidere fundet, at der ikke er grundlag for at søge et disciplinært ansvar gjort gældende over for ansatte i PET, Rigspolitiet, de nævnte ministerier eller i Hofmarskallatet. | Citat |
| Tibetkommissionens beretning, kapitel 2.1 om Kommissionsundersøgelsens resultat, Vedrørende besøget i 2012 | |       |

### Kritik af undersøgelsen

#### Sletning af mails hos Københavns Politi
P1 Orientering afslørede i marts 2018, at topledelsen i Københavns Politi havde fået slettet deres mailkonti, idet alle medarbejdere havde forladt deres daværende job, og Koncern IT under Rigspolitiet ikke gemte emailkonti i mere end 30 dage, efter en ansat hos politiet havde forladt en stilling uanset årsagen til dette.

#### Ingen adgang til mails hos ministerier
En måned senere kunne P1 Orientering ligeledes afsløre, at Tibetkommissionen heller ikke havde fået adgang til flere ministre og embedsmænds mail-konti, idet ministrene har været afgående. Udenrigsministeriet oplyste til programmet, at ministeriet hverken havde foretaget en egentlig gennemsøgning af ministeriets embedsmænds eller af ministres mailkonti eller eventuelle mulige kopier. Ministeriet skrev i stedet til udvalgte medarbejdere, som stadigvæk var ansat i ministeriet, at de selv skulle finde relevante dokumenter frem. Medarbejdere, som i mellemtiden var stoppet med at arbejde i ministeriet, blev ikke spurgt, om de havde e-mails, som var relevante for kommissionen.
Statsministeriet oplyste, at de havde fulgt samme procedure og blot bedt relevante medarbejdere om at tjekke, om hvorvidt de var i besiddelsen af yderligere relevant materiale, herunder e-mails. Samtidig nævner de, at de fleste involverede embedsmænd ikke længere var i ministeriet.

#### Genåbning af kommissionen
Den 7. juni var der i Folketinget flertal for at genåbne Tibetkommissionen efter P1 Orienterings afsløringer.
Den 14. juni meddelte justitsminister Søren Pape Poulsen (K), at man udvider Tibetkommissionen som følge af nye oplysninger; heriblandt politibetjente, der på dagen trådte frem i interviews med Berlingske og DR og sagde, at det havde været en generel praksis at skjule demonstrationer ved kinesiske statsbesøg, så de kinesiske delegationer ikke fik dem for øje. Justitsministeren udtalte hertil i en pressemeddelelse, at ”Tibetsagen var i forvejen en skandale, og nu viser det sig måske at stikke endnu dybere”. Kommissionen skal dermed undersøge tidligere officielle kinesiske statsbesøg fra 1995 og frem.

#### Tibetkommissionen II
28. marts 2022 afgav Tibetkommissionen II  sin beretning, hvor der rejses hård kritik mod både mod Udenrigsministeriet og Politiets Efterretningstjeneste. Udenrigsministeriet har flere gange bøjet sig for de kinesiske interesser, og har sammen med PET i årevis  lagt et tungt pres på Københavns Politi for at fjerne eller skjule lovlige demonstrationer, når der var  officielt besøg fra  Kina. Dette er særdeles kritisabelt ifølge  Tibetkommissionens beretning. Kommissionen har undersøgt  212 kinesiske besøg i alt og 182 millioner dokumenter, og har foretaget 108 afhøringer af bl.a. tre tidligere statsministre, højtstående embedsmænd, samt en række myndighedspersoner i både politi, forsvar og efterretningstjenester.

## Sigtelser mod politifolk
Den 31. oktober 2016 rejste Politiklagemyndigheden sigtelser mod to ledende politifolk for under et retsmøde at have talt usandt om hvorvidt der hos politiet forelå instrukser om at gribe ind mod demonstranter under Hu Jintaos besøg i 2012. Tidligere vicepolitiinspektør Claus Hjelm Olsen og tidligere politikommissær Henrik Oryé blev ved Københavns Byret den 1. november 2023 hver idømt 30 dages betinget fængsel for at have afgivet falsk forklaring i Tibetsagen. De to nægter sig skyldige og har begge anket dommen til Østre Landsret.